# Berthe Morisot
Berthe Morisot (n. 14 ianuarie 1841, Bourges, Centre-Val de Loire, Franța – d. 2 martie 1895, Paris, Franța) a fost o pictoriță impresionistă.